# 坦洛
坦洛（法語：Tinlot，法語發音：[tɛ̃lo]）是比利时瓦隆大区列日省于伊區的一个市镇，通行法语，是比利时法语社群的一部分，人口2,709人（2018年1月1日）。